# ポルトガル関係記事の一覧
ポルトガル関係記事の一覧（ポルトガルかんけいきじのいちらん）では、ポルトガルに関係する記事の一覧を50音順にまとめた。
- アゾレス諸島
- アヴィス王朝
- アフォンソ・デ・アルブケルケ
- アルカセル・キビールの戦い
- アルコバッサ修道院
- イベリア半島
- ヴァスコ・ダ・ガマ
- 欧州連合
- カーネーション革命
- ガレオン船
- ゴア州
- コインブラ
- サッカーポルトガル代表
- ジョルジェ・サンパイオ
- セファルディム
- 大航海時代
- 西ヨーロッパ
- マリオ・ソアレス
- ブラガンサ王朝
- ブルゴーニュ王朝
- ポルト
- ポルトガル
- ポルトガル王国
- ポルトガル海軍艦艇一覧
- ポルトガル海上帝国
- ポルトガル語諸国共同体
- ポルトガルの国歌
- ポルトガルのユーロ硬貨
- マカオ
- マカオの歴史
- マフラ国立宮殿
- マリア2世 (ポルトガル女王)
- リスボン
- ルイス・フィーゴ
- ルイス・フロイス
- ロボトミー
- ヨーロッパ